# لامینه کامارا
لامینه کامارا (انگلیسی: Lamine Camara؛ زادهٔ ۱ ژانویهٔ ۲۰۰۴) بازیکن فوتبال اهل سنگال است.
وی همچنین در تیم‌ ملی فوتبال سنگال بازی کرده‌است.